# Walter Götz
 Walter Götz (* 16. Juni 1960) ist ein ehemaliger  deutscher Fußballspieler. 

## Karriere
Götz spielte beim Karlsruher SC, als er in der Bundesliga sein Debüt im deutschen Profifußball gab. In der Saison 1982/83 kam er am letzten Spieltag gegen Arminia Bielefeld ab der 78. Spielminute zum Einsatz. Er wurde für Emanuel Günther von Trainer Lothar Strehlau eingewechselt. Es blieben seine einzigen Minuten in der Bundesliga, ansonsten spielte er im Amateurteam des KSC. 1985 wechselte er zum VfB Gaggenau.